# Tentativa de contragolpe no Mali em 2012
A tentativa de contragolpe no Mali em 2012 ocorreu em Kati e Bamako entre 30 de abril e 1 de maio de 2012, durante a Guerra do Mali. Após o golpe de Estado dos Boinas Verdes em 21 de março, os Boinas Vermelhas tentaram um contragolpe que fracassou.

## Prelúdio
Em 30 de abril de 2012, mais de um mês após o golpe militar iniciado pelo Capitão Amadou Haya Sanogo, os soldados do 33.º Regimento dos Comandos Paraquedistas (RCP), apelidados de “boinas vermelhas” (em francês:  bérets rouges), favoráveis ao ex-presidente Amadou Toumani Touré, tentaram um contragolpe.
A razão que motivou esta intentona seria uma rivalidade com os antigos putschistas de Sanogo, conhecidos como “boinas verdes”  (em francês:  bérets verts). As tropas de elite do 33.º Regimento dos Comandos Paraquedistas faziam parte da guarda presidencial de Amadou Toumani Touré, que foi um ex-membro desta unidade.
Após o golpe, os quatro BRDM-2 do regimento de Djicoroni foram confiscados. Na sequência da queda de Gao, o regimento que combatia no norte recuou para Bamako, mas na sua chegada à capital maliana, os seus soldados foram desarmados, contrariamente as outras unidades.
Segundo uma fonte diplomática, “Os Boinas Vermelhas encarregados de proteger a presidência não tinham mais o direito de portar armas, incluindo a sentinela do palácio presidencial. Alguns Boinas Verdes inclusive exigiam aos Boinas Vermelhas que removessem suas boinas em certos pontos de controle. Será toda essa intimidação, em um contexto de rivalidade entre as duas unidades, que estimulou os Boinas Vermelhas a tentar um contragolpe em 30 de abril.
De acordo com uma fonte de segurança em Bamako, “a tensão aumentou um pouco na semana anterior ao contragolpe, quando o capitão Amadou Haya Sanogo convocou ao seu quartel-general no campo militar de Soundiata-Keïta em Kati o chefe do estado-maior do RCP, o coronel Abidine Guindo, que também foi o antigo ajudante de campo de Amadou Toumani Touré".
O coronel recusa o convite, mas subsequentemente, espalharam-se rumores de que os Boinas Verdes de Kati pretendiam fazer um ataque punitivo a Guindo por ter enfrentado Sanogo. Ainda no dia 30 de abril, por volta das 14h, todas as unidades especiais do RCP foram convocadas ao acampamento de Djicoroni, base dos Boinas Vermelhas.

## Desenvolvimento
Em 30 de abril, os paraquedistas dos "Boinas Vermelhas" atacaram o edifício da rádio e televisão pública (ORTM), o aeroporto de Bamako, bem como o campo militar de Kati. O capitão Alou Ongoïba lidera o assalto ao aeroporto, o capitão Békaye Bafa Samaké o da ORTM e o capitão El Hadj Sékou Diakité o do campo de Kati. A operação é coordenada pelo coronel Abidine Guindo e seu vice-coronel Louis Somboro.
Segundo a narrativa de dois soldados Boinas Vermelhas, o grupo composto por treze homens com duas picapes apodera-se do aeroporto, seis boinas verdes do Comitê Nacional para a Recuperação da Democracia e a Restauração do Estado (CNRDRE) foram mortos contra uma baixa entre os atacantes, o condutor de um dos veículos. Mas os Boinas Verdes contra-atacaram com quinze picapes e uma dezena de veículos blindados BRDM-2. Os comandos paraquedistas fogem e cruzam o rio com pirogas.
A ofensiva foi um fracasso. No dia 1 de maio, os Boinas Verdes atacaram, por seu turno,  e tomaram o acampamento de Djicoroni, base do regimento dos paraquedistas. Os Boinas Vermelhas empreendem uma fuga com mulheres e crianças, alguns retiram-se para o campo de treinamento de Samako, a oeste de Bamako.
Segundo fontes, os confrontos deixaram de onze a catorze mortos e quarenta feridos.

## Baixas
Segundo Abdoulaye Nènè Coulibaly, diretor-geral do hospital Gabriel Touré, os combates deixaram catorze mortos e quarenta feridos dos dois lados. Fontes militares mencionam até trinta mortos, incluindo seis a onze na ORTM e pelo menos quatro no campo de Djicoroni.